# László Réczi
László Réczi est un lutteur hongrois né le 14 juillet 1947 à Kiskunfélegyháza. Il est spécialisé en lutte gréco-romaine.

## Palmarès

### Jeux olympiques
- Médaille de bronze dans la catégorie des moins de 62 kg en 1976 à Montréal[1]

### Championnats du monde
- Médaille de bronze aux championnats du monde de 1973.
- Médaille de bronze aux championnats du monde de 1974.
- Médaille d'or aux championnats du monde de 1977.